# Amor de Dios, Simojovel
Amor de Dios är en ort i Mexiko.   Den ligger i kommunen Simojovel och delstaten Chiapas, i den sydöstra delen av landet, 700 km öster om huvudstaden Mexico City. Amor de Dios ligger 590 meter över havet och antalet invånare är 116.
Terrängen runt Amor de Dios är varierad. Runt Amor de Dios är det ganska tätbefolkat, med 104 invånare per kvadratkilometer. Närmaste större samhälle är Simojovel de Allende, 8,5 km sydost om Amor de Dios. Omgivningarna runt Amor de Dios är en mosaik av jordbruksmark och naturlig växtlighet.